# Kiara Mia
Kiara Mia (Los Angeles, 20 maggio 1976) è un'attrice pornografica statunitense.

## Biografia
Nata in una famiglia con origini latine (in particolare messicane) e native americane, ha esordito nel 2010. È conosciuta nell'industria per il suo fisico estremamente prosperoso e la sua lunga esperienza erotica.
Come tante altre attrici che hanno iniziato a più di trenta anni nel settore, a causa del suo fisico, della sua età e delle sue caratteristiche, è stata etichettata come attrice MILF.
Nel 2015 è stata candidata al AVN Prize per Artist MILF / Cougar of the year.
Nello stesso anno ha partecipato al film Keeping Up With Kiara Mia, parodia del reality Al passo con i Kardashian.

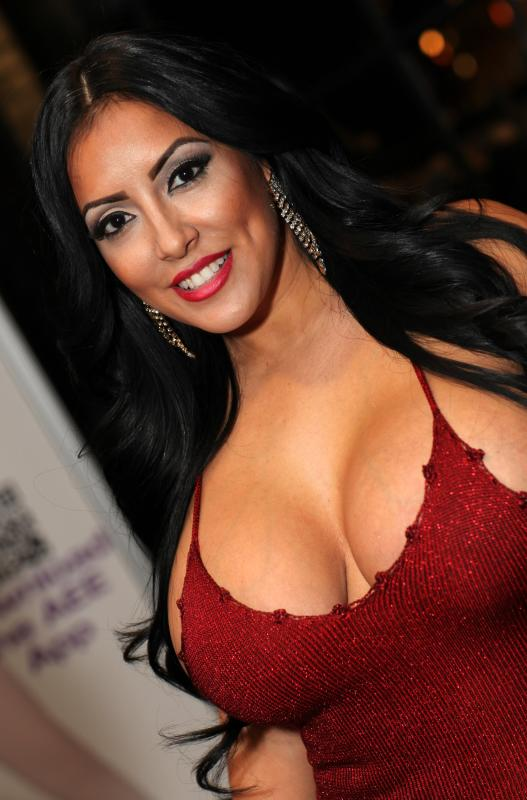
Kiara Mia nel 2013

## Filmografia
- Aggressive Retail Dyke (2010)
- Cougars Crave Young Kittens 7 (2011)
- Lesbian Fantasies 4 (2011)
- Playboy Radio 2 (2011)
- Sexy (2011)
- Asian Bad Girls (2012)
- Big Tits at School 15 (2012)
- Cock On My Mind 3 (2012)
- Couples Bang the Babysitter 8 (2012)
- Femdom Ass Worship 14 (2012)
- Handjobs and Handcuffs 2 (2012)
- Latin Mommas 2 (2012)
- Lesbian Slumber Party 2: Lesbians in Training (2012)
- Love Story (2012)
- Mami Culo Grande 9 (2012)
- MILF Soup 21 (2012)
- Mommies Busting Out (2012)
- Mommy Does It Better (2012)
- Tit-illation (2012)
- Tug Jobs 25 (2012)
- Wanna Fuck My Daughter Gotta Fuck Me First 14 (2012)
- Your Mom Tossed My Salad 10 (2012)
- Ass Parade 41 (2013)
- Black Personal Trainers (2013)
- Bra Busters 4 (2013)
- Busty Latina M.I.L.F. Worship (2013)
- Courtney Cummz: Nothing But Pussy (2013)
- Titty Creampies 4 (2013)

## Riconoscimenti
- NightMoves Awards
  - 2013 – Candidatura a Best Boobs[3]
  - 2014 – Candidatura a Best Boobs (Premio dei fan)[4]

- Sex Awards
  - 2013 – Candidatura a Porn's Best Body[5]

- AVN Awards
  - 2015 – Candidatura a Hottest MILF (Premio dei fan)[6]
  - 2015 – Candidatura a Cougar of the Year[6]
  - 2016 – Candidatura a Hottest MILF (Premio dei fan)[7]